# Frank Mantooth
Frank Mantooth (* 11. April 1947 in Tulsa, Oklahoma; † 30. Januar 2004 in Garden City, Kansas) war ein US-amerikanischer Jazz-Arrangeur, Pianist, Komponist und Hochschullehrer.

## Leben und Wirken
Mantooth lernte zunächst Gitarre, bevor er während seiner Highschoolzeit zum Piano wechselte.
Dann studierte er Musik an der North Texas State University, wo er 1969 den Bachelor erwarb. Dort war er Mitglied des Jazzprogramms von Ashley Alexander, der später mit Mantooth drei Alben mit dessen Arrangements einspielte. Während seines Militärdienstes 1969–73 war Mantooth Arrangeur der Air Force Academy Falconaires und lebte danach einige Jahre in Österreich, wo er seine Klavierstudien an der Musikhochschule in Wien bis 1977 fortsetzte. Daneben substituierte er regelmäßig in der ORF-Big Band. In dieser Zeit arbeitete er mit Richard Oesterreicher und Wayne Darling, der bei seinem Debütalbum Our First (1977) mitwirkte. Er begleitete im Wiener Jazzland Spitzenmusiker der heimischen Szene wie Teddy Ehrenreich, Fatty George, Bill Grah, Elly Wright, Hans Salomon, Paul Fields und  internationale Gaststars wie Leo Wright, Cleanhead Vinson, Peanuts Hucko, Bud Freeman, Buddy Tate, Art Farmer, Billy Butterfield, Sweets Edison, Eddie Lockjaw Davis, Carrie Smith und Mickey Baker, mit dem er 1975 auch eine LP (Up On the Hill auf „Roots“) einspielte.
Nach seiner Rückkehr in die Vereinigten Staaten schrieb er Auftragskompositionen für Doc Severinsen, die Kansas City Symphony und das Madison Symphony Orchestra. Daneben veröffentlichte er das fünfteilige Lehrbuch The Best Chord Changes for the World's Greatest Standards, das bei Hal Leonard Corporation erschien. Außerdem komponierte er seit Ende der 1970er Jahre eine Reihe von Werken für Big Bands und Jazzensembles. 1987 nahm er einige seiner Kompositionen mit Bigband auf. Für fünf seiner Alben, Suite Tooth, Persevere, Dangerous Precedent, Sophisticated Lady und A Miracle erhielt er insgesamt elf Grammy-Nominierungen. Bei A Miracle wirkten außerdem Pete Christlieb, Kevin Mahogany, Diane Schuur, Pat LaBarbera und Bobby Shew mit. Mantooth unterrichtete an der DePaul University und war Gastdirigent des Texas All-State High School Jazz Ensemble in San Antonio (Texas). Er lebte zuletzt in Garden City (Kansas), wo er 2004 starb.

## Auszeichnungen
1999 erhielt Mantooth den Florence Crittenton Foundation's Citizen of the Year Award; im selben Jahr wurde er auf dem Wichita Jazz Festival mit dem Homer Osborne Award für seine Leistung in der Jazz-Pädagogik ausgezeichnet. 2004 wurde er posthum in die Oklahoma Jazz Hall of Fame aufgenommen.

## Veröffentlichungen
- Best Chord Changes for the Most Requested Standards: 100 Of the Most Requested Standard Songs With Professionally Altered Chords. Hal Leonard Corporation 1990, ISBN 0-88188-853-2
- The Best Chord Changes for the Most Requested Standards. Hal Leonard Corporation 1990, ISBN 0-88188-853-2
- Voicings For Jazz Keyboard Hal Leonard Corporation 1997, ISBN 0-7935-3485-2
- Movin On to Blues E Flat Patterns for Improvisation. Hal Leonard Corporation 1997, ISBN 0-7935-6860-9
- Frank Mantooth; Lee Evans: Jazz Favorites B Instruments (Jazz Improvisation Workshop with CD: 15 All-Time Favorites from the Essential Jazz Repertoire). Hal Leonard Corporation 1997, ISBN 0-7935-7162-6
- Jazz at Christmas. Hal Leonard Corporation 1999, ISBN 0-634-00858-7

## Diskographie
- Our First (Fontana Records, 197?) mit Wayne Darling
- Suite Tooth (Optimism Records, 1987)
- The Frank Mantooth Big Band featuring Bobby Shew, Clark Terry and Ramsey Lewis: Dangerous Precedent (Sea Breeze Records 1993)
- The Frank Mantooth Big Band featuring Bobby Shew, Clark Terry and Pete Christlieb: Per-Se-Vere (Optimism, 1987) mit Tom Garling
- Sophisticated Lady (Sea Breeze, 1995)
- Miracle (Sea Breeze, 1999)
- Ladies Sing for Lovers (MCG Jazz, 2005; mit Diane Schuur, Oleta Adams, Ann Hampton Callaway, Sheila Jordan, Karrin Allyson, Margaret Carlson, Rebecca Parris, Stacy Rowles, Kim Parker)